# Zouabi
Zouabi (în arabă الزوابى) este o comună din provincia Souk Ahras, Algeria.
Populația comunei este de 2.792 de locuitori (2008).